# Enoch Showunmi
Enoch Olusesan Showunmi (Kilburn, Inglaterra, 21 de abril de 1982), futbolista nigeriano, de origen inglés. Juega de delantero y su actual equipo es el Notts County. 

## Selección nacional
Ha sido internacional con la Selección de fútbol de Nigeria, ha jugado 2 partidos internacionales.

## Clubes
| Club                | País       | Año       |
| ------------------- | ---------- | --------- |
| Luton Town          | Inglaterra | 2003-2006 |
| Bristol City        | Inglaterra | 2006-2008 |
| Sheffield Wednesday | Inglaterra | 2008      |
| Leeds United        | Inglaterra | 2008-2010 |
| Falkirk FC          | Escocia    | 2010      |
| Tranmere Rovers     | Inglaterra | 2010-2012 |
| Notts County        | Inglaterra | 2012-     |

## Palmarés

### Campeonatos nacionales
| Título              | Club       | País       | Año  |
| ------------------- | ---------- | ---------- | ---- |
| Football League One | Luton Town | Inglaterra | 2005 |